# Flaga Mandatu Palestyny

Union Jack

Red ensign

Palestine ensign

Flaga Mandatu Palestyny – flaga Brytyjskiego Mandatu Palestyny istniejącego w latach 1920–1948. Terytorium to nie posiadało własnej oficjalnej flagi. Jako że było częścią Imperium Brytyjskiego, jego flagą de facto był Union Jack używany przez Zjednoczone Królestwo Wielkiej Brytanii i Irlandii. Lokalny rząd, ministerstwa i administracja miały swoje własne symbole. Jedyną specyficzną dla Palestyny flagą nie zastrzeżoną dla oficjalnego rządu, była Palestine Ensign, wzorowana na brytyjskiej Red Ensign. Miała czerwone tło, z Union Jackiem w kantonie. W części prawej, na środku, znajdował się biały okrąg z napisem „Palestine”. Używana była praktycznie tylko jako bandera statków zarejestrowanych na terytorium Brytyjskiego Mandatu Palestyny. Jej używanie na lądzie było bardzo ograniczone, nie identyfikowali się z nią też mieszkańcy Palestyny: Żydzi i Arabowie.